# Amber Bradley
Amber Bradley (Wickham, 19 de mayo de 1980) es una deportista australiana que compitió en remo.
Participó en dos Juegos Olímpicos de Verano, obteniendo una medalla de bronce en Atenas 2004, en la prueba de cuatro scull, y el sexto lugar en Pekín 2008, en la misma prueba.
Ganó cuatro medallas en el Campeonato Mundial de Remo entre los años 2003 y 2006.

## Palmarés internacional
| Juegos Olímpicos   | Juegos Olímpicos   | Juegos Olímpicos  | Juegos Olímpicos   |
| Año                | Lugar              | Medalla           | Prueba             |
| ------------------ | ------------------ | ----------------- | ------------------ |
| 2004               | Atenas (Grecia)    | Medalla de bronce | Cuatro scull       |
| Campeonato Mundial |                    |                   |                    |
| Año                | Lugar              | Medalla           | Prueba             |
| 2003               | Milán (Italia)     | Medalla de oro    | Cuatro scull       |
| 2005               | Kaizu (Japón)      | Medalla de bronce | Doble scull        |
| 2006               | Eton (Reino Unido) | Medalla de oro    | Cuatro sin timonel |
| 2006               | Eton (Reino Unido) | Medalla de bronce | Ocho con timonel   |